# Professional Wrestling Hall of Fame and Museum
Professional Wrestling Hall of Fame & Museum (PWHF) – muzeum i galeria sławy ulokowane w Wichita Falls w stanie Teksas. W muzeum znajdują się różne pamiątki po wrestlerach wprowadzonych do galerii sławy. Jego celem jest upamiętnienie postaci istotnych dla historii wrestlingu.
W 1999 Tony Valleno założył muzeum w Amsterdamie w stanie Nowy Jork i zarządzającą muzeum firmę, która miała siedzibą w Schenectady. Była to pierwsza udana próba stworzenia galerii sławy wrestlingu, reprezentowanej fizycznie przez budowlę, w której znajdują się pamiątki po wprowadzonych. W 2016 muzeum zostało przeniesione do Wichita Falls w stanie Teksas.

## Sposób wybierania członków galerii sławy
Zgodnie z regułami widniejącymi w 2017 na stronie internetowej muzeum, komitet Selekcyjny (ang. Screening Committee), złożony z nie mniej, niż trzech członków, tworzy listę potencjalnych kandydatów do galerii sławy i przekazuje ją Radzie Dyrektorów (ang. Board of Directors) do zatwierdzenia. Następnie komitet wybiera od 20 do 40 osób posiadających wiedzę na temat wrestlingu, którzy mogą głosować na kandydatów. Listy kandydatów podzielone są na kategorie. Każdego roku wybiera się po jednym zwycięzcy (w przypadku tag teamów jedną drużynę) z każdej następującej kategorii:
- Wrestlerka (ang. Lady wrestler)
- Współpracownik (ang. Colleague)
- Międzynarodowy (ang. International)

i po dwóch zwycięzców z każdej spośród następujących kategorii:
- Era pionierów (ang. Pioneer era)
- Era telewizji (ang. Television era)
- Era współczesna (ang. Modern era)

Aby osoba kwalifikowała się jako kandydat do galerii sławy, musi albo nie żyć, albo mieć ponad 50 lat. Musi mieć też 20 lat doświadczenia we wrestlingu lub związanym z nią biznesem, chyba że jej karierę przerwała kontuzja, choroba lub śmierć. Osoba raz wprowadzona do galerii sławy nie będzie rozpatrywana w kolejnych głosowaniach. Wyjątek stanowi kategoria drużynowa, jeśli dana osoba została wprowadzona wcześniej w kategorii indywidualnej lub dowolna kategoria indywidualna, jeśli dana osoba została wprowadzona wcześniej tylko w kategorii drużynowej.

## Galeria sławy
Muzeum dzieli swoją galerię sławy na poszczególne kategorie. Od początku istnieją kategorie: Era pionierów (ang. Pioneer Era), Era telewizji (ang. Telewision Era), Era współczesna (ang. Modern Era) i Wrestlerka (ang. Lady Wrestler). Od 2002 do 2005 wprowadzono cztery osoby do kategorii Karłowaty wrestler (ang. Midget Wrestler). Od 2003 istnieje kategoria Tag Team. Od 2006 istnieje kategoria Międzynarodowy (ang. International). Od 2003 do 2010 istniała kategoria Nieuczestniczący (ang. Non-Participant), która w 2011 została zastąpiona kategorią Współpracownik (ang. Colleague). W 2019 po raz pierwszy wprowadzono osoby do kategorii Sędzia (ang. Referee) i Zarządca (ang. Executive).

### Wprowadzeni indywidualnie
| Rok  | Imię (drużyna)                | Wizerunek | Kategoria          | Przypis     |
| ---- | ----------------------------- | --------- | ------------------ | ----------- |
| 2002 | André the Giant               |           | Era współczesna    | [ 5 ]       |
| 2002 | Mildred Burke                 |           | Wrestlerka         | [ 5 ]       |
| 2002 | Gorgeous George               |           | Era telewizji      | [ 5 ]       |
| 2002 | Frank Gotch                   |           | Era pionierów      | [ 5 ]       |
| 2002 | George Hackenschmidt          |           | Era pionierów      | [ 5 ]       |
| 2002 | Ed „Strangler” Lewis          |           | Era pionierów      | [ 5 ]       |
| 2002 | Jim Londos                    |           | Era pionierów      | [ 5 ]       |
| 2002 | Buddy Rogers                  |           | Era telewizji      | [ 5 ]       |
| 2002 | Bruno Sammartino              |           | Era telewizji      | [ 5 ]       |
| 2002 | Sky Low Low                   |           | Karłowaty wrestler | [ 5 ]       |
| 2002 | Ricky Steamboat               |           | Era współczesna    | [ 5 ]       |
| 2002 | Joe Stetcher                  |           | Era pionierów      | [ 5 ]       |
| 2002 | Lou Thesz                     |           | Era pionierów      | [ 5 ]       |
| 2003 | Nick Bockwinkel               |           | Era współczesna    | [ 5 ]       |
| 2003 | Martin „Farmer” Burns         |           | Era pionierów      | [ 5 ]       |
| 2003 | The Fabulous Moolah           |           | Wrestlerka         | [ 5 ]       |
| 2003 | Hulk Hogan                    |           | Era współczesna    | [ 5 ]       |
| 2003 | Killer Kowalski               |           | Era telewizji      | [ 5 ]       |
| 2003 | Little Beaver                 |           | Karłowaty wrestler | [ 5 ]       |
| 2003 | Sam Muchnick                  |           | Współpracownik     | [ 5 ]       |
| 2003 | Antonino „Argentina” Rocca    |           | Era telewizji      | [ 5 ]       |
| 2003 | Stanislaus Zbyszko            |           | Era pionierów      | [ 5 ]       |
| 2004 | Classy Freddie Blassie        |           | Era telewizji      | [ 5 ]       |
| 2004 | Verne Gagne                   |           | Era telewizji      | [ 5 ]       |
| 2004 | Terry Funk                    |           | Era współczesna    | [ 5 ]       |
| 2004 | Lord Littlebrook              |           | Karłowaty wrestler | [ 5 ]       |
| 2004 | Vincent James McMahon         |           | Współpracownik     | [ 5 ]       |
| 2004 | William Muldoon               |           | Era pionierów      | [ 5 ]       |
| 2004 | Harley Race                   |           | Era współczesna    | [ 5 ]       |
| 2004 | Angelo Savoldi                |           | Era pionierów      | [ 5 ]       |
| 2004 | Gordon Solie                  |           | Współpracownik     | [ 5 ]       |
| 2004 | Mae Young                     |           | Wrestlerka         | [ 5 ]       |
| 2005 | Penny Banner                  |           | Wrestlerka         | [ 5 ]       |
| 2005 | Dick „the Destroyer” Beyer    |           | Era telewizji      | [ 5 ]       |
| 2005 | Paul Boesch                   |           | Współpracownik     | [ 5 ]       |
| 2005 | Jack Brisco                   |           | Era telewizji      | [ 5 ]       |
| 2005 | Orville Brown                 |           | Era pionierów      | [ 5 ]       |
| 2005 | Fuzzy Cupid                   |           | Karłowaty wrestler | [ 5 ]       |
| 2005 | Dory Funk Jr.                 |           | Era współczesna    | [ 5 ]       |
| 2005 | John Pesek                    |           | Era pionierów      | [ 5 ]       |
| 2005 | George „the Animal” Steele    |           | Era współczesna    | [ 5 ]       |
| 2006 | June Byers                    |           | Wrestlerka         | [ 5 ]       |
| 2006 | „Nature Boy” Ric Flair        |           | Era współczesna    | [ 5 ]       |
| 2006 | Ed Don George                 |           | Era pionierów      | [ 5 ]       |
| 2006 | Bobby „the Brain” Heenan      |           | Współpracownik     | [ 5 ]       |
| 2006 | Don Leo Jonathan              |           | Era telewizji      | [ 5 ]       |
| 2006 | Bill Longson                  |           | Era pionierów      | [ 5 ]       |
| 2006 | Rikidozan                     |           | Międzynarodowy     | [ 5 ]       |
| 2006 | Ray Stevens                   |           | Era telewizji      | [ 5 ]       |
| 2006 | Johnny Valentine              |           | Era telewizji      | [ 5 ]       |
| 2007 | Ted DiBiase                   |           | Era współczesna    | [ 5 ]       |
| 2007 | Pat O’Connor                  |           | Era telewizji      | [ 5 ]       |
| 2007 | Earl Caddock                  |           | Era pionierów      | [ 5 ]       |
| 2007 | Cora Combs                    |           | Wrestlerka         | [ 5 ]       |
| 2007 | Jack Pfefer                   |           | Współpracownik     | [ 5 ]       |
| 2007 | Danny Hodge                   |           | Era telewizji      | [ 5 ]       |
| 2007 | Roddy Piper                   |           | Era współczesna    | [ 5 ]       |
| 2007 | Karl Gotch                    |           | Międzynarodowy     | [ 5 ]       |
| 2007 | Gus Sonnenberg                |           | Era pionierów      | [ 5 ]       |
| 2008 | Bret „Hitman” Hart            |           | Era współczesna    | [ 5 ]       |
| 2008 | Bob Backlund                  |           | Era współczesna    | [ 5 ]       |
| 2008 | Betty Nicolli                 |           | Wrestlerka         | [ 5 ]       |
| 2008 | Ray Steele                    |           | Era pionierów      | [ 5 ]       |
| 2008 | „Rough Tom” Jenkins           |           | Era pionierów      | [ 5 ]       |
| 2008 | Gene Kiniski                  |           | Era telewizji      | [ 5 ]       |
| 2008 | Bobo Brazil                   |           | Era telewizji      | [ 5 ]       |
| 2008 | Giant Baba                    |           | Międzynarodowy     | [ 5 ]       |
| 2008 | Joe „Toots” Mondt             |           | Współpracownik     | [ 5 ]       |
| 2009 | „Captain” Lou Albano          |           | Współpracownik     | [ 5 ]       |
| 2009 | Donna Christiantello          |           | Wrestlerka         | [ 5 ]       |
| 2009 | „Superstar” Billy Graham      |           | Era telewizji      | [ 6 ]       |
| 2009 | Antonio Inoki                 |           | Międzynarodowy     | [ 5 ]       |
| 2009 | „The Strangler” Evan Lewis    |           | Era pionierów      | [ 5 ]       |
| 2009 | „Mr. Wonderful” Paul Orndorff |           | Era współczesna    | [ 5 ]       |
| 2009 | „Macho Man” Randy Savage      |           | Era współczesna    | [ 5 ]       |
| 2009 | Chief Jay Strongbow           |           | Era telewizji      | [ 5 ]       |
| 2009 | Wladek Zbyszko                |           | Era pionierów      | [ 4 ]       |
| 2010 | Edouard Carpentier            |           | Era telewizji      | [ 4 ]       |
| 2010 | Stan Hansen                   |           | Era współczesna    | [ 6 ]       |
| 2010 | Mil Mascaras                  |           | Międzynarodowy     | [ 6 ]       |
| 2010 | Wahoo McDaniel                |           | Era telewizji      | [ 4 ]       |
| 2010 | Danny McShain                 |           | Era pionierów      | [ 4 ]       |
| 2010 | Gorilla Monsoon               |           | Współpracownik     | [ 4 ]       |
| 2010 | Kay Noble                     |           | Wrestlerka         | [ 6 ]       |
| 2010 | „Wild” Red Berry              |           | Era pionierów      | [ 4 ]       |
| 2010 | Dusty Rhodes                  |           | Era współczesna    | [ 6 ]       |
| 2011 | Dick the Bruiser              |           | Era telewizji      | [ 4 ]       |
| 2011 | Judy Grable                   |           | Wrestlerka         | [ 6 ]       |
| 2011 | Ivan Koloff                   |           | Współczesny        | [ 6 ]       |
| 2011 | Jerry “The King” Lawler       |           | Współczesny        | [ 6 ]       |
| 2011 | Everette Marshall             |           | Era pionierów      | [ 4 ]       |
| 2011 | Vincent Kennedy McMahon       |           | Współpracownik     | [ 6 ]       |
| 2011 | Bronko Nagurski               |           | Era pionierów      | [ 4 ]       |
| 2011 | Billy Robinson                |           | Międzynarodowy     | [ 6 ]       |
| 2011 | The Sheik                     |           | Era telewizji      | [ 4 ]       |
| 2012 | Abe Coleman                   |           | Era pionierów      | [ 4 ]       |
| 2012 | Jim Cornette                  |           | Współpracownik     | [ 6 ]       |
| 2012 | Dominic Denucci               |           | Era telewizji      | [ 4 ]       |
| 2012 | Fritz Von Erich               |           | Era telewizji      | [ 4 ]       |
| 2012 | Wendi Richter                 |           | Wrestlerka         | [ 6 ]       |
| 2012 | Jimmy „Superfly” Snuka        |           | Era współczesna    | [ 6 ]       |
| 2012 | George Gordienko              |           | Międzynarodowy     | [ 4 ]       |
| 2012 | The French Angel              |           | Era pionierów      | [ 4 ] [ 5 ] |
| 2012 | Junkyard Dog                  |           | Era współczesna    | [ 4 ]       |
| 2013 | J.J. Dillon                   |           | Współpracownik     | [ 4 ] [ 6 ] |
| 2013 | Joyce Grable                  |           | Wrestlerka         | [ 4 ]       |
| 2013 | Dick Murdoch                  |           | Era współczesna    | [ 4 ]       |
| 2013 | Tito Santana                  |           | Era współczesna    | [ 6 ]       |
| 2013 | El Santo                      |           | Międzynarodowy     | [ 4 ]       |
| 2013 | Dick Shikat                   |           | Era pionierów      | [ 4 ]       |
| 2013 | Sandor Szabo                  |           | Era pionierów      | [ 4 ]       |
| 2013 | Baron Von Raschke             |           | Era telewizji      | [ 6 ]       |
| 2013 | Cowboy Bill Watts             |           | Era telewizji      | [ 6 ]       |
| 2014 | Bruiser Brody                 |           | Era telewizji      | [ 4 ]       |
| 2014 | Leroy McGuirk                 |           | Współpracownik     | [ 6 ]       |
| 2014 | Lord Alfred Hayes             |           | Międzynarodowy     | [ 6 ]       |
| 2014 | Mr. Wrestling II              |           | Era telewizji      | [ 6 ]       |
| 2014 | „Playboy” Gary Hart           |           | Współpracownik     | [ 5 ] [ 6 ] |
| 2014 | „Sensational” Sherri Martel   |           | Wrestlerka         | [ 6 ]       |
| 2014 | Stu Hart                      |           | Era pionierów      | [ 4 ]       |
| 2014 | „Magnificent” Don Muraco      | (z lewej) | Era współczesna    | [ 6 ]       |
| 2014 | Masked Superstar Bill Eadie   |           | Era telewizji      | [ 6 ]       |
| 2015 | „Mr. Perfect”                 |           | Era współczesna    | [ 4 ] [ 5 ] |
| 2015 | Rick Martel                   |           | Era współczesna    | [ 6 ]       |
| 2015 | Pedro Morales                 |           | Era telewizji      | [ 4 ]       |
| 2015 | Vivian Vachon                 |           | Wrestlerka         | [ 6 ]       |
| 2015 | Jumbo Tsuruta                 |           | Międzynarodowy     | [ 4 ] [ 5 ] |
| 2015 | Big Jim Crockett              |           | Współpracownik     | [ 6 ]       |
| 2015 | The Great Gama                |           | Era pionierów      | [ 4 ]       |
| 2015 | Joe Malcewicz                 |           | Era pionierów      | [ 4 ]       |
| 2015 | Whipper Billy Watson          |           | Era telewizji      | [ 4 ]       |
| 2016 | Joe Pazandak                  |           | Era pionierów      | [ 7 ]       |
| 2016 | Earl McCready                 |           | Era pionierów      | [ 7 ]       |
| 2016 | Hans Schmidt                  |           | Era telewizji      | [ 7 ]       |
| 2016 | Greg „The Hammer” Valentine   |           | Era telewizji      | [ 7 ]       |
| 2016 | Sgt. Slaughter                |           | Era współczesna    | [ 7 ]       |
| 2016 | Stone Cold Steve Austin       |           | Era współczesna    | [ 7 ]       |
| 2016 | Leilani Kai                   |           | Wrestlerka         | [ 7 ]       |
| 2016 | „Mean” Gene Okerlund          |           | Współpracownik     | [ 7 ]       |
| 2016 | Peter Miavia                  |           | Międzynarodowy     | [ 7 ]       |
| 2017 | Yvon Robert                   |           | Era pionierów      | [ 7 ]       |
| 2017 | „Dirty” Dick Raines           |           | Era pionierów      | [ 7 ]       |
| 2017 | Luther Lindsay                |           | Era telewizji      | [ 7 ]       |
| 2017 | Sputnik Monroe                |           | Era telewizji      | [ 7 ]       |
| 2017 | Shawn Michaels                |           | Era współczesna    | [ 7 ]       |
| 2017 | Mick Foley                    |           | Era współczesna    | [ 7 ]       |
| 2017 | Susan „Tex” Green             |           | Wrestlerka         | [ 7 ]       |
| 2017 | George Napolitano             |           | Współpracownik     | [ 7 ]       |
| 2017 | Tatsumi Fujinami              |           | Międzynarodowy     | [ 7 ]       |
| 2018 | Fred Beell                    |           | Era pionierów      | [ 7 ]       |
| 2018 | Ralph „Ruffy” Silverstein     |           | Era pionierów      | [ 7 ]       |
| 2018 | Eddie Graham                  |           | Era telewizji      | [ 7 ]       |
| 2018 | Ernie „the Cat” Ladd          |           | Era telewizji      | [ 7 ]       |
| 2018 | Jim Duggan                    |           | Era współczesna    | [ 7 ]       |
| 2018 | Sting                         |           | Era współczesna    | [ 7 ]       |
| 2018 | Pampero Firpo                 |           | Międzynarodowy     | [ 7 ]       |
| 2019 | Baron Michele Leone           |           | Era pionierów      | [ 7 ]       |
| 2019 | Charley Fox                   |           | Era pionierów      | [ 7 ]       |
| 2019 | Lord James Blears             |           | Era telewizji      | [ 7 ]       |
| 2019 | Abdullah the Butcher          |           | Era telewizji      | [ 7 ]       |
| 2019 | Ronnie Garvin                 |           | Era współczesna    | [ 7 ]       |
| 2019 | Owen Hart                     |           | Era współczesna    | [ 7 ]       |
| 2019 | Gory Guerrero                 |           | Międzynarodowy     | [ 7 ]       |
| 2019 | Bob Roop                      |           | Współpracownik     | [ 7 ]       |
| 2019 | Wally Karbo                   |           | Zarządca           | [ 7 ]       |
| 2019 | Bob Roop                      |           | Współpracownik     | [ 7 ]       |
| 2019 | Johnny „Red Shoes” Dugan      |           | Sędzia             | [ 7 ]       |
| 2019 | Ann Laverne                   |           | Wrestlerka         | [ 7 ]       |
| 2019 | Beverly Shade                 |           | Wrestlerka         | [ 7 ]       |

### Tag teamy
| Rok  | Nazwa drużyny               | Imię (drużyna)                | Wizerunek | Przypis |
| ---- | --------------------------- | ----------------------------- | --------- | ------- |
| 2003 | The Fabulous Kangaroos      | Al Costello                   |           | [ 5 ]   |
| 2003 | The Fabulous Kangaroos      | Roy Heffernan                 |           | [ 5 ]   |
| 2004 | The Vachons                 | “Mad Dog” Maurice Vachon      |           | [ 6 ]   |
| 2004 | The Vachons                 | “ Butcher” Paul Vachon        |           | [ 6 ]   |
| 2005 | The Crusher & The Bruiser   | The Crusher                   |           | [ 5 ]   |
| 2005 | The Crusher & The Bruiser   | The Bruiser                   |           | [ 5 ]   |
| 2006 | Ray Stevens & Pat Patterson | Ray Stevens                   |           | [ 5 ]   |
| 2006 | Ray Stevens & Pat Patterson | Pat Patterson                 |           | [ 5 ]   |
| 2007 | Tolos Brothers              | Chris „The Body” Tolos        |           | [ 5 ]   |
| 2007 | Tolos Brothers              | „The Golden Greek” John Tolos | (u góry)  | [ 5 ]   |
| 2008 | Dusek Brothers              | Ernie Dusek                   |           | [ 5 ]   |
| 2008 | Dusek Brothers              | Emil Dusek                    |           | [ 5 ]   |
| 2009 | Mark Lewin & Don Curtis     | Mark Lewin                    |           | [ 5 ]   |
| 2009 | Mark Lewin & Don Curtis     | Don Curtis                    |           | [ 5 ]   |
| 2010 | Sharpe Brothers             | Mike Shpare                   |           | [ 5 ]   |
| 2010 | Sharpe Brothers             | Ben Shpare                    |           | [ 5 ]   |
| 2011 | Road Warriors               | Hawk                          |           | [ 5 ]   |
| 2011 | Road Warriors               | Animal                        |           | [ 5 ]   |
| 2012 | Wild Samoans                | Afa                           |           | [ 5 ]   |
| 2012 | Wild Samoans                | Sika                          |           | [ 5 ]   |
| 2013 | The Assassins               | Jody Hamilton                 |           | [ 5 ]   |
| 2013 | The Assassins               | Tom Renesto                   |           | [ 5 ]   |
| 2014 | The Fabulous Fargos         | Jackie Fargo                  |           | [ 5 ]   |
| 2014 | The Fabulous Fargos         | Don Fargo                     |           | [ 5 ]   |
| 2015 | The Fabulous Freebirds      | Terry “Bam Bam” Gordy         |           | [ 5 ]   |
| 2015 | The Fabulous Freebirds      | Michael “Purely Sexy” Hayes   |           | [ 5 ]   |
| 2015 | The Fabulous Freebirds      | Buddy “Jack” Roberts          |           | [ 5 ]   |
| 2016 | The Blackjacks              | Mulligan                      |           | [ 7 ]   |
| 2016 | The Blackjacks              | Lanza                         |           | [ 7 ]   |
| 2017 | Larry Hennig & Harley Race  | Larry Hennig                  |           | [ 7 ]   |
| 2017 | Larry Hennig & Harley Race  | Harley Race                   |           | [ 7 ]   |
| 2018 | The Flying Redheads         | Red Bastien                   |           | [ 7 ]   |
| 2018 | The Flying Redheads         | Billy Red Lyons               |           | [ 7 ]   |
| 2019 | The Midnight Express        | Dennis Condrey                |           | [ 7 ]   |
| 2019 | The Midnight Express        | Randy Rose                    |           | [ 7 ]   |
| 2019 | The Midnight Express        | Bobby Eaton                   |           | [ 7 ]   |

## Senator Hugh Farley Award
Na cześć senatora Hugh Farleya, członka Senatu Stanowego Nowego Jorku, który pomógł sfinansować muzeum w pierwszych latach jego istnienia, powstała nagroda Senator Hugh Farley Award przyznawana wrestlerom, którzy przynieśli honor i godność wrestlingowi swoją działalnością społeczną niezwiązaną bezpośrednio z wrestlingiem. Przed 2006 nagroda ta była przyznawana pod nazwą New York State Award.
| Rok  | Wizerunek | Pseudonim ringowy (prawdziwe imię i nazwisko) | Nagroda                   | Przypis |
| ---- | --------- | --------------------------------------------- | ------------------------- | ------- |
| 2003 |           | Dick „the Destroyer” Beyer                    | New York State Award      | [ 5 ]   |
| 2003 |           | Ilio Dipaolo                                  | New York State Award      | [ 5 ]   |
| 2004 |           | M.D. John J. Bonica                           | New York State Award      | [ 5 ]   |
| 2004 |           | Len Rossi                                     | New York State Award      | [ 5 ]   |
| 2005 |           | „Iron” Mike Mazurki                           | New York State Award      | [ 5 ]   |
| 2005 |           | Ray „Thunder” Stern                           | New York State Award      | [ 5 ]   |
| 2006 |           | Ida Mae Martinez                              | Senator Hugh Farley Award | [ 5 ]   |
| 2007 |           | Billy Darnell                                 | Senator Hugh Farley Award | [ 5 ]   |
| 2008 |           | Tom Drake                                     | Senator Hugh Farley Award | [ 5 ]   |
| 2009 |           | Hank Garrett                                  | Senator Hugh Farley Award | [ 5 ]   |